# Delphinium caudatolobum
Delphinium caudatolobum är en ranunkelväxtart som beskrevs av Wen Tsai Wang. Delphinium caudatolobum ingår i släktet storriddarsporrar, och familjen ranunkelväxter. Inga underarter finns listade i Catalogue of Life.